# Amastridae
Amastridae é uma família taxonômica de pequenos caramujos terrestres que respiram ar, moluscos gastrópodes pulmonares terrestres da superfamília Pupilloidea . 

## Distribuição
Esta família é endêmica das ilhas havaianas .Está localizada nas Ilhas do Havaí, Estados Unidos.

## Gêneros
Subfamília Amastrinae Pilsbry, 1910
- Amastra H. Adams e A. Adams, 1855
- Carélia H. Adams e A. Adams, 1855
- Ciclamastra
- Kauaia
- Laminella L. Pfeiffer, 1854
- Planamastra Hyatt & Pilsbry, 1911
- Tropidoptera Ancey, 1889

Subfamília Leptatachatininae Cockerell, 1913
Gêneros trazidos para sinonímia

- Carinella L. Pfeiffer, 1875 : sinônimo de Amastra (Kauaia) Sykes, 1900 representado como Amastra H. Adams & A. Adams, 1855
- Helicamastra Pilsbry & Vanatta, 1905 : sinônimo de Tropidoptera Ancey, 1889
- Pterodiscus Pilsbry, 1893 : sinônimo de Tropidoptera Ancey, 1889 Detalhes dos gêneros: 

  - Amastra: É um gênero de gastrópode da família Amastridae2 Este gênero contém várias espécies, incluindo Amastra albolabris, Amastra cornea, Amastra crassilabrum, Amastra cylindrica, Amastra elongata, Amastra forbesi, Amastra micans, Amastra pellucida, Amastra porcus, Amastra reticulata, Amastra rubens, Amastra spirizona, Amastra subrostrata, Amastra subsoror, Amastra tenuispira, Amastra umbilicata2.
  - Armsia: É um gênero de gastrópode da família Amastridae3. Este gênero contém a espécie Armsia petasus3.
  - Laminella: É um gênero de pequenos caracóis terrestres que respiram ar, moluscos gastrópodes pulmonados terrestres na família Amastridae5. Este gênero contém várias espécies, incluindo Laminella alexandri, Laminella aspera, Laminella bulbosa, Laminella citrina, Laminella depicta, Laminella gravida, Laminella kuhnsi, Laminella picta, Laminella remyi, Laminella sanguinea, Laminella straminea, Laminella tetrao, Laminella venusta5.
  - Leptachatina: É um gênero de gastrópode da família Amastridae6. Este gênero contém a espécie Leptachatina lepida6.
  - Planamastra: É um gênero de gastrópode da família Amastridae. Este gênero contém a espécie Planamastra digonophora7.
  - Tropidoptera: É um gênero de pequenos caracóis terrestres que respiram ar, moluscos gastrópodes pulmonados terrestres na família Amastridae8. Este gênero contém várias espécies, incluindo Tropidoptera alata, Tropidoptera discus, Tropidoptera heliciformis, Tropidoptera rex, Tropidoptera wesleyi8.  Espero que isso ajude! Se você tiver mais perguntas, fique à vontade para perguntar.